# Erie Panthers
Die Erie Panthers waren eine US-amerikanische Eishockeymannschaft aus Erie, Pennsylvania. Das Team spielte von 1988 bis 1996 in der East Coast Hockey League.

## Geschichte
Die Erie Panthers wurde 1988 als Franchise der East Coast Hockey League gegründet, in der sie eines von insgesamt fünf Gründungsmitgliedern waren. Die Mannschaft ersetzte die Erie Golden Blades, die von 1982 bis 1987 in der Atlantic Coast Hockey League gespielt hatten. In ihren ersten beiden Spielzeiten beendete die Mannschaft die reguläre Saison jeweils auf dem ersten Platz der ECHL, als diese noch nicht in Divisions aufgeteilt war. In den Playoffs um den Kelly Cup kamen sie allerdings über die zweite Runde nicht hinaus. Nachdem sie in den ersten fünf Jahren ihres Bestehens stets die Playoffs erreicht hatten, verpassten sie diese nach ihrer Einteilung in die North Division drei Mal in Folge. Daraufhin wurde das Franchise von seinen Besitzern nach Baton Rouge, Louisiana, umgesiedelt, wo es in der Folgezeit unter dem Namen Baton Rouge Kingfish am Spielbetrieb der ECHL teilnahm. 
Die Lücke, die die Umsiedlung der Panthers in der Stadt hinterließ wurde 1996 von den Erie Otters gefüllt, die seither in der kanadischen Juniorenliga Ontario Hockey League antreten.

## Saisonstatistik
Abkürzungen: GP = Spiele, W = Siege, L = Niederlagen, T = Unentschieden, OTL = Niederlagen nach Overtime SOL = Niederlagen nach Shootout, Pts = Punkte, GF = Erzielte Tore, GA = Gegentore, PIM = Strafminuten
| Saison  | GP | W  | L  | T | OTL | SOL | Pts | GF  | GA  | Platz     | Playoffs                        |
| 1988/89 | 60 | 37 | 20 | — | 3   | —   | 77  | 327 | 256 | 1., ECHL  | Niederlage in der ersten Runde  |
| 1989/90 | 60 | 38 | 16 | — | 6   | —   | 82  | 357 | 251 | 1., ECHL  | Niederlage in der zweiten Runde |
| 1990/91 | 64 | 31 | 30 | — | 3   | —   | 65  | 302 | 302 | 3., East  | Niederlage in der ersten Runde  |
| 1991/92 | 64 | 33 | 27 | — | 4   | —   | 70  | 284 | 309 | 5., West  | Niederlage in der ersten Runde  |
| 1992/93 | 64 | 35 | 25 | — | 4   | —   | 74  | 305 | 307 | 4., West  | Niederlage in der zweiten Runde |
| 1993/94 | 68 | 27 | 36 | — | 5   | —   | 59  | 264 | 334 | 6., North | nicht qualifiziert              |
| 1994/95 | 68 | 18 | 46 | — | 4   | —   | 40  | 256 | 356 | 6., North | nicht qualifiziert              |
| 1995/96 | 70 | 25 | 40 | — | 5   | —   | 55  | 227 | 293 | 6., North | nicht qualifiziert              |

## Team-Rekorde

### Karriererekorde
Spiele: 175  Peter Buckeridge
Tore: 115  Peter Buckeridge
Assists: 160  Peter Buckeridge
Punkte: 275   Peter Buckeridge
Strafminuten: 845  Grant Ottenbreit

## Bekannte Spieler
- Martin Bergeron
- Glen Goodall
- Anthony Iob
- Bill McDougall
- Sjarhej Stas